# Alexander Loyd
Pour les articles homonymes, voir Loyd.
Alexander Loyd (né le 19 août 1805 dans le comté d'Orange, dans l'État de New York – mort le 7 mai 1872 à Lyons, dans l'Illinois) est un entrepreneur, chef d'entreprise et homme politique américain, membre du Parti démocrate. En 1839, Alexander Loyd est le 4e surintendant du Chicago Fire Department (CFD) puis devient le 4e maire de Chicago entre 1840 et 1841. Après ça, Loyd devient membre du conseil municipal de Chicago de 1850 à 1851.

## Biographie
Loyd est né dans le comté d'Orange, non loin de la ville de New York. Il arrive à Chicago en 1833, et ouvre un magasin de produits secs et d'épicerie. Il est propriétaire d'une scierie. En quatre ans, il est considéré comme l'un des principaux entrepreneurs, charpentiers et constructeurs de Chicago. Il a quatre enfants.

## Carrière politique
Il est élu membre au conseil municipal de Chicago en 1850 et représente la deuxième circonscription de la ville, succédant à George W. Snow. Il est alors membre du service des pompiers volontaires et devient ingénieur en chef en 1838, pendant un an. En 1839, il est élu chef du Chicago Fire Department, le service des sapeurs-pompiers de la ville de Chicago.
Loyd devient le quatrième maire de Chicago en 1840, battant le membre du Parti whig Benjamin Wright Raymond. Lloyd prête serment en tant que maire le 9 mars 1840.
Son mandat prend fin le 4 mars 1841, lorsqu'il est remplacé par son collègue démocrate Francis Cornwall Sherman.
Il est administrateur du deuxième district des écoles publiques de Chicago en 1842. Lorsque G. W. Snow, conseiller municipal de la deuxième circonscription démissionne en 1850, Loyd est élu pour terminer son mandat, pour un an.
Alexander Loyd meurt à Lyons, à l'ouest de Chicago, le 7 mai 1872 (à 66 ans). Il est inhumé au cimetière de Rosehill à Chicago.